# Vleutenseweg
De Vleutenseweg is een straat in de Nederlandse stad Utrecht, die loopt vanaf het Westplein nabij het Station Utrecht Centraal, via de Hogeweidebrug over het Amsterdam-Rijnkanaal naar het stadsdeel Leidsche Rijn. Hier sluit de straat aan op de Vleutensebaan.
De weg, die de verbinding vormde tussen Utrecht en Vleuten, heeft een rijke historie. De weg begon direct buiten de Catharijnepoort op het huidige Smakkelaarsveld. De weg liep oorspronkelijk ten noorden van de Vleutense Vaart, die omstreeks 1935 gedempt is. De straat ten zuiden van de Vleutense Vaart heette tussen de Hagelstraat en de Bilitonkade voor de demping Bleekerskade. Deze naam hield verband met de aanwezige textielblekerijen. Tussen de Bilitonkade en de Groeneweg heette de zuidelijke oever Vleutenschevaart, maar dat was praktisch een onderdeel van het fabrieksterrein van Machinefabriek Jaffa. Het deel tussen Groeneweg en Spinozaweg ten slotte heette Timorkade.
De weg liep ter hoogte van de huidige Daalsetunnel niet meer langs de Vleutense Vaart, maar via enkel haakse bochten iets noordelijker. Sinds de aanleg van de spoorlijn Amsterdam-Arnhem in 1843 was er een overweg in de Vleutenseweg ten noorden van de huidige Leidseveertunnel. Later kwamen daar nog de spoorlijnen Utrecht-Rotterdam en Utrecht-Zwolle bij, zodat op een gegeven moment de spoorbomen vaker dicht dan open waren. De situatie voor voetgangers verbeterde iets door de aanleg van een voetbrug over de sporen in 1904. In het kader van het omhoog brengen van de spoorwegen in Utrecht werd de overweg op 31 maart 1937 gesloten, waarna de voetbrug op 24 april buiten dienst werd gesteld en dezelfde nacht nog gesloopt. Na het omhoog brengen van de sporen kon op 21 december 1940 de Leidseveertunnel in gebruik genomen worden. Aan beide zijden van de opgeheven overweg bleven twee stukjes doodlopende Vleutenseweg over. Op 5 februari 1948 werd de naam van de Vleutenseweg tussen de Catharijnesingel en de spoorlijn gewijzigd in Leidseveer. Het doodlopende stukje ten westen van de spoorlijn verdween bij de aanleg van de Daalsetunnel in 1968.
Aan het andere uiteinde van de Vleutenseweg veranderde de situatie door de aanleg van het Merwedekanaal in 1892. De Vleutenseweg kruiste het nieuwe kanaal via een draaibrug van een zelfde type als de nog aanwezige Muntbrug. Deze brug lag aan het einde van het stukje Vleutenseweg dat nu Vleutensevaart heet en via die brug kwam je dus op het noordelijkste puntje van het huidige Oog in Al. De situatie veranderde veel ingrijpender bij de aanleg van het Amsterdam-Rijnkanaal. Dit kanaal werd op 5 augustus 1939 geopend tussen Utrecht en Jutphaas en verder als Lekkanaal naar Vreeswijk. De Vleutenseweg werd omgeleid via een nieuwe, hoog gelegen vaste brug bij de Douwe Egbertsfabriek. De oude draaibrug bleef nog in dienst tot de opening van de Spinozabrug op 7 november 1951 en werd vervolgens verwijderd.. In november 1938 besloten B en W een aantal straatnamen te veranderen. De Vleutenschevaart en de Timorkade werden vernoemd in Vleutenseweg. De pas aangelegde weg via de nieuwe brug over het Amsterdam-Rijnkanaal kreeg de naam Vleutenseweg en de nieuwe brug kreeg de naam Vleutensebrug. Het deel van de Vleutenseweg ten westen van de oude brug over het Merwedekanaal kreeg de naam Oude Vleutenseweg. In het krantenbericht in het Utrechts Nieuwsblad wordt het stukje oude weg tussen Spinozaweg en de oude draaibrug niet vermeld, maar dat moet gelijktijdig of kort daarna zijn huidige naam Vleutensevaart gekregen hebben.
Bij de Doofpoort aan het begin van de Vleutenseweg stond vroeger het 15e-eeuwse Jobsgasthuis. Nabij het Jobsgasthuis stond de molen De Kat. Ten westen van de huidige Van Koetsveldstraat stond de herberg Jaffa, die haar naam gaf aan de latere Machinefabriek Jaffa.
Tijdens de oorlog werden er schuilloopgraven in het midden van de weg gegraven.
Een groen gebied langs de Vleutenseweg is het uit de jaren 1930 daterende Majellapark.
De buurt tussen de Vleutenseweg en de spoorlijn Utrecht - Rotterdam staat bekend als Nieuw Engeland.

## Fotogalerij

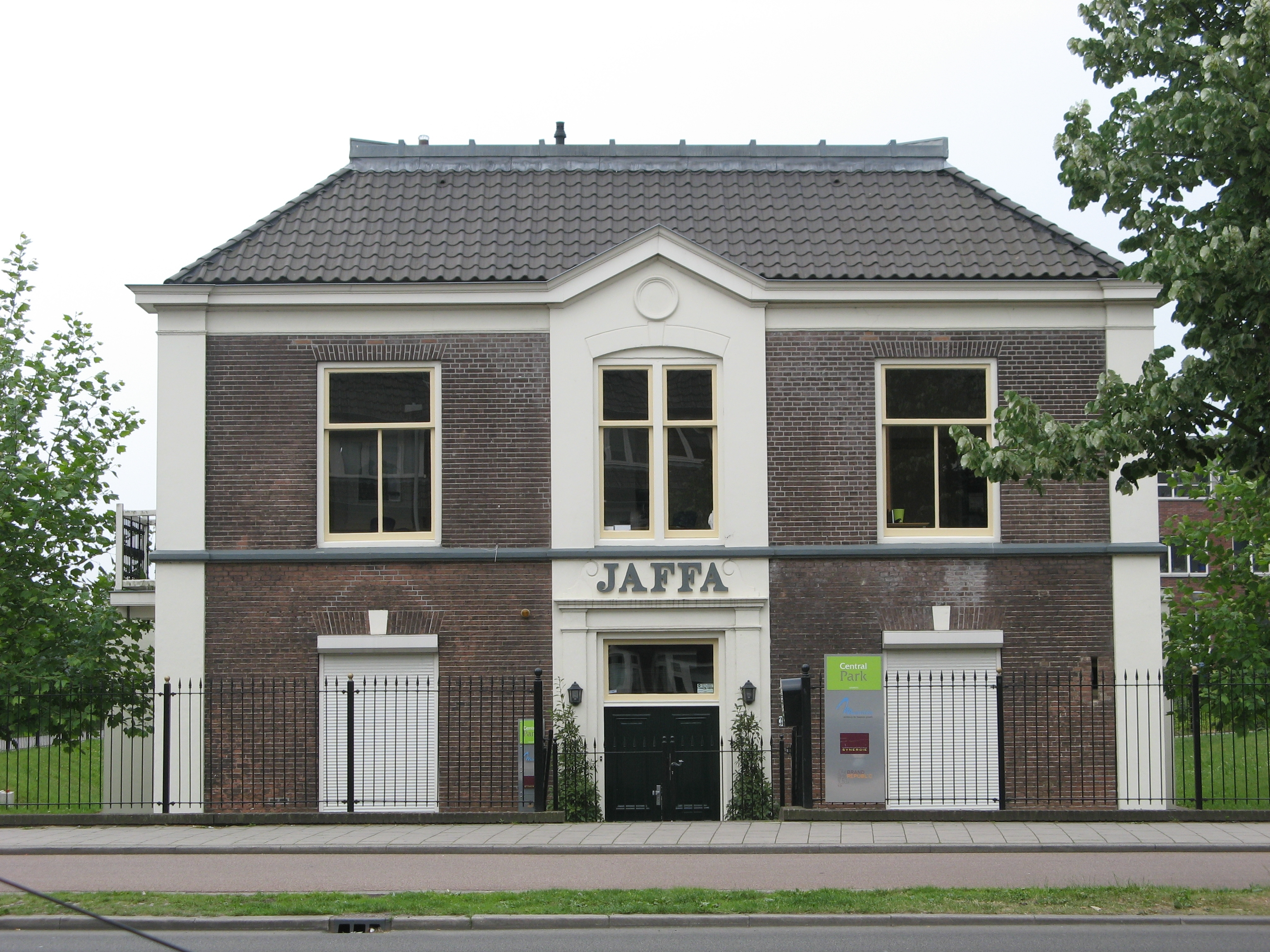
Villa Jaffa uit 1880, voormalige directeurswoning aan de Vleutenseweg
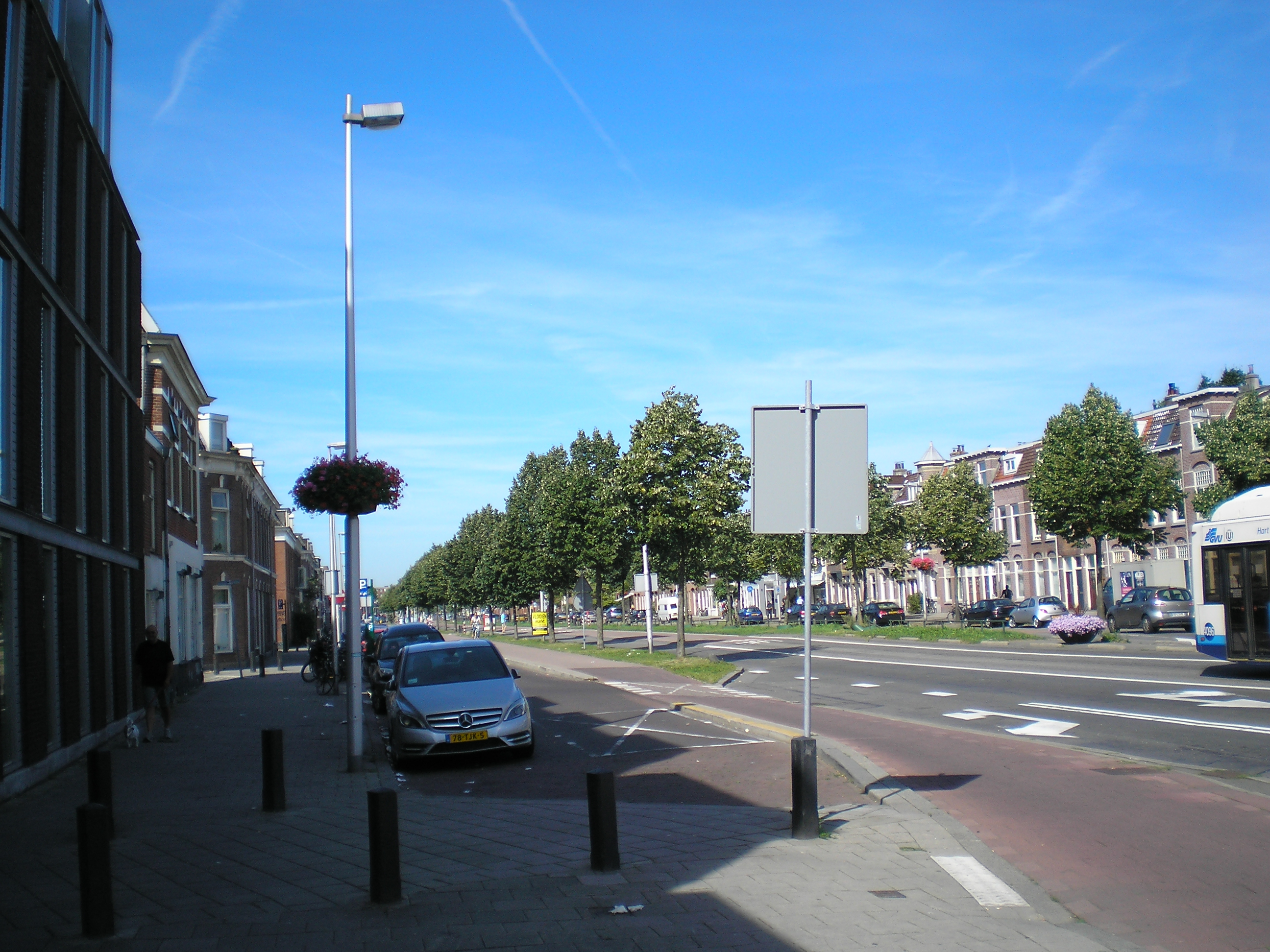
Vleutenseweg te Utrecht
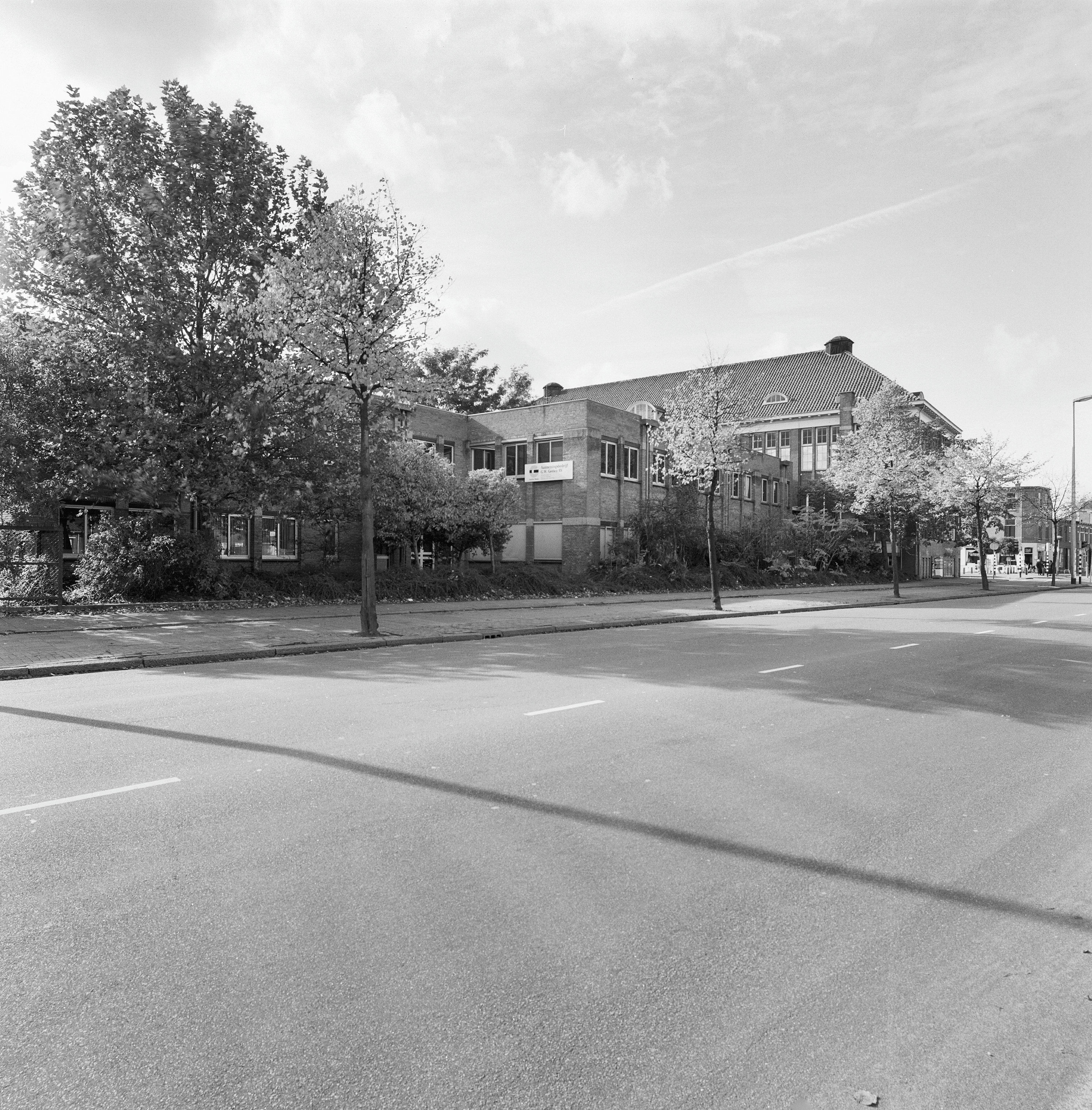